# Говарчув (гміна)
Гміна Говарчув (пол. Gmina Gowarczów) — місько-сільська гміна у східній Польщі. Належить до Конецького повіту Свентокшиського воєводства.
Станом на 31 грудня 2011 у гміні проживало 4751 особа.

## Територія
Згідно з даними за 2007 рік площа гміни становила 101.98 км², у тому числі:
- орні землі: 53.00%
- ліси: 38.00%

Таким чином, площа гміни становить 8.95% площі повіту.

## Населення
Станом на 31 грудня 2011:
| Опис     | Загалом | Загалом | Чоловіки | Чоловіки | Жінки | Жінки |
| -------- | ------- | ------- | -------- | -------- | ----- | ----- |
| одиниця  | осіб    | %       | осіб     | %        | осіб  | %     |
| все      | 4751    | 100     | 2389     | 50.28    | 2362  | 49.72 |
| міське   | 0       | 100     | 0        |          | 0     |       |
| сільське | 4751    | 100     | 2389     | 50.28    | 2362  | 49.72 |

## Сусідні гміни
Гміна Говарчув межує з такими гмінами: Білачув, Ґельнюв, Конське, Опочно, Пшисуха.